# Please Baby Please
Pour plus de détails, voir Fiche technique et Distribution.
Please Baby Please est un film dramatique musical américain de 2022 réalisé par Amanda Kramer, qui a co-écrit le scénario avec Noel David Taylor. Le récit évolue autour de l’idée de fluidité sexuelle, revisitant des références allant de West Side Story à Fassbinder.
La première mondiale du film a eu lieu au Festival international du film de Rotterdam le 26 janvier 2022. Distribué par Music Box Films, il est sorti en salles aux États-Unis le 28 octobre 2022.

## Synopsis
Suze (Andrea Riseborough) et Arthur (Harry Melling) forment en apparence le parfait couple bohême traditionnel de l’époque Eisenhower, évoluant dans le Lower East Side. Le confort de leur foyer se trouve ébranlé lorsqu’ils font la rencontre des Young Gents, des gangsters archi-virils gominés et vêtus de cuir. À la suite de cette soudaine exposition à la masculinité flamboyante, Suze se rend compte qu’elle n’aspire qu’à être un « leather daddy », bien loin du rôle de femme au foyer. De son côté, le trouble d’identité d’Arthur, déjà présent auparavant, part en vrille lorsque l’un des Young Gents, Teddy (Karl Glusman) éveille en lui un désir homosexuel.

## Distribution
(juillet 2024).
- Andrea Riseborough : Suze
- Harry Melling : Arthur / Guichetier du Bijou 52
- Karl Glusman : Teddy
- Demi Moore : Maureen
- Ryan Simpkins : Dickie
- Jake Choi : Lon
- Karim Saleh : Gene
- Matt d’Elia : Raymond
- Jake Sidney Cohen : Russell
- Cole Escola : Billy
- Jaz Sinclair : Joanne : Joanne
- Alisa Torres : Ida
- Yedoye Travis : Les
- Marquis Rodriguez : Baker
- Dana Ashbrook : Cal
- Mary Lynn Rajskub : Lois
- Chris Eigeman : Père d’Arthur (voix)
- Amanda Kramer : Marin dans le bar (caméo non crédité)

## Production
Le scénario est écrit par Amanda Kramer et Noel David Taylor en 2018 ; Kramer déclara qu’elle avait convaincu les producteurs de s’investir dans le film en le présentant comme « le West Side Story gay », ce qu’elle considère elle-même comme « un mensonge ». En 2019, l’annonce est faite d’un casting regroupant Maya Hawke, Charlie Plummer et Andrea Riseborough, ainsi que du nom de Kramer à la réalisation. En octobre 2020, Demi Moore, Harry Melling et Karl Glusman rejoignent le projet, sans qu’il ne soit plus fait mention de Hawke et Plummer. Enfin, en novembre 2020, la distribution est complétée par Ryan Simpkins, Karim Saleh, Jake Choi, Matt d’Elia, Jake Sidney Cohen, Cole Escola, Jaz Sinclair, Dana Ashbrook et Mary Lynn Rajskub .
Le tournage démarre à Butte, dans le Montana, en octobre 2020.

## Diffusion
La première mondiale de Please Baby Please a lieu le 26 janvier 2022 au Festival international du film de Rotterdam. En juin 2022, Music Box Films acquiert les droits de distribution du film. Il sort en salles aux États-Unis le 28 octobre 2022. Le film rejoint le catalogue MUBI le 3 mars 2023 aux États-Unis, puis le 31 mars 2023 pour la plupart des autres territoires. Le 30 mai 2023, le film paraît en DVD, en plus d’une édition Blu-ray de Vinegar Syndrome.
La bande originale officielle du film sort le 22 novembre 2023, avec la partition composée et interprétée par Giulio Carmassi et Bryan Scary.

## Distinctions
Please Baby Please a remporté le Grand Prix du long-métrage nord-américain au festival LGBT Outfest de Los Angeles. Il reçoit également une nomination au meilleur film indépendant de 2022 du site LGBT Queerty.